# Preiskovalna komisija Državnega zbora Republike Slovenije o vpletenosti in odgovornosti nosilcev javnih funkcij v zvezi z najdbo orožja na mariborskem letališču ter v zvezi z opremo in orožjem v skladišču Ložnica
Preiskovalna komisija Državnega zbora Republike Slovenije o vpletenosti in odgovornosti nosilcev javnih funkcij v zvezi z najdbo orožja na mariborskem letališču ter v zvezi z opremo in orožjem v skladišču Ložnica (tudi Mogetova komisija) je bila preiskovalna komisija, ki je delovala v mandatu prvega Državnega zbora Republike Slovenije.
Ta parlamentarna preiskovalna komisija je bila ustanovljena v začetku leta 1999. Njen predsednik je bil Rudolf Moge. Namen preiskave je bil ugotoviti, ali in v kakšni meri so v nezakonito trgovanje z orožjem vpleteni nosilci javnih funkcij. Junija 2020 se je namen preiskave razširil na ugotavljanje, ali in v kakšni meri so v nezakonito trgovanje z orožjem na in preko ozemlja Republike Slovenije v obdobju 1991–1993 vpleteni nosilci javnih funkcij.
Povod zanjo sta bili brniška orožarska afera in afera Ložnica.
Preiskovalna komisija je zbrala bogato dokumentacijo, ki jo je kasneje uporabljala tudi Cviklova komisija.

## Sestava
Preiskovalna skupina je imela prvotno 7 članov:
- izvoljena: 11. marec 1999
- predsednik: Rudolf Moge (LDS)
- namestnik predsednika: Janez Per (SLS)
- člani: Jožef Jerovšek (SDS), Lojze Peterle (SKD), Jože Jagodnik (ZLSD), Zoran Lešnik (DeSUS) in Polonca Dobrajc (SNS).

Med delovanjem komisije je prišlo do sprememb v članstvu: 14. julija 2020 se s seznama članov komisije črta Lojze Peterle (SKD), za člana se imenuje Rafael Kužnik (SNS), Polonca Dobrajc pa izstopi iz SNS in v komisiji nastopa kot samostojna poslanka.